# Mareil-Marly
Mareil-Marly ist eine französische Gemeinde mit 3.984 Einwohnern (Stand: 1. Januar 2022) im Département Yvelines in der Region Île-de-France. Sie gehört zum Arrondissement Saint-Germain-en-Laye und zum Kanton Saint-Germain-en-Laye. Die Einwohner werden Mareillois genannt.

## Geographie
Mareil-Marly befindet sich rund 20 Kilometer westlich von Paris und umfasst eine Fläche von 177 Hektar. Nachbargemeinden sind:
- Saint-Germain-en-Laye im Norden und Westen
- Le Pecq im Nordosten
- Marly-le-Roi im Südosten
- L’Étang-la-Ville im Süden.

## Bevölkerungsentwicklung
| Jahr                       | 1962 | 1968 | 1975 | 1982 | 1990 | 1999 | 2008 | 2017 |
| Einwohner                  | 1409 | 1757 | 2542 | 3054 | 3074 | 3180 | 3481 | 3448 |
| Quellen: Cassini und INSEE |      |      |      |      |      |      |      |      |

## Verkehr
Am Bahnhof Mareil-Marly, halten Züge der Linie L. Somit ist der Ort an das Schienennetz der Vorortzüge von Paris angeschlossen.

## Sehenswürdigkeiten
Siehe auch: Liste der Monuments historiques in Mareil-Marly
- Die Kirche Saint-Étienne mit Glocken aus dem 12. Jahrhundert. Das Kirchenschiff wurde im 16. Jahrhundert umgestaltet.
- Denkmal für die Kriegsopfer
- Das ehemalige Waschhaus aus dem Jahr 1885. Heutzutage sind nur noch die Ruinen davon erhalten. Allerdings ist ein Wiederaufbau mit Hilfe der Gemeinde und eines Kulturerbevereins und durch Privatspenden geplant.[1]

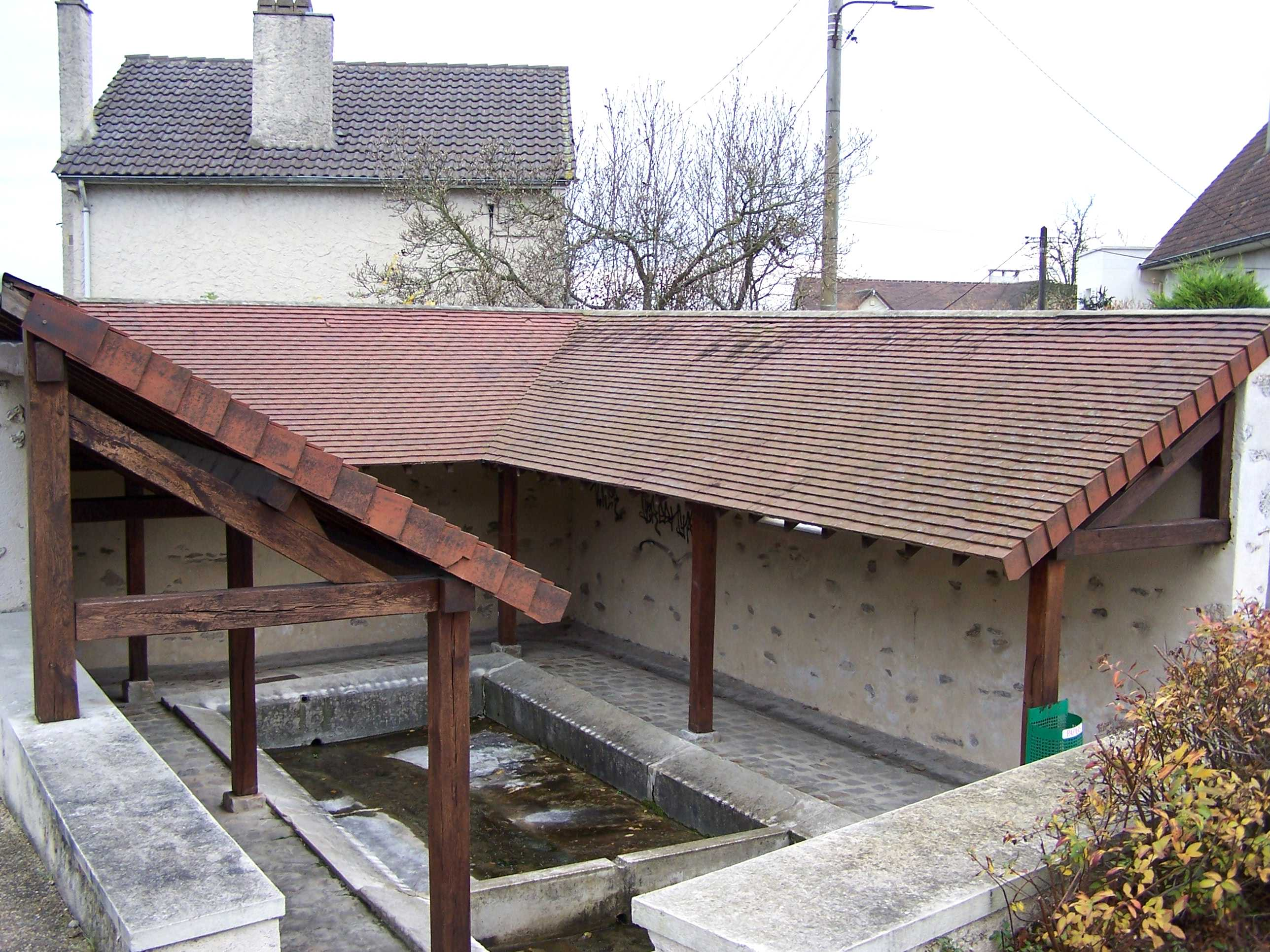
Ehemaliges Waschhaus
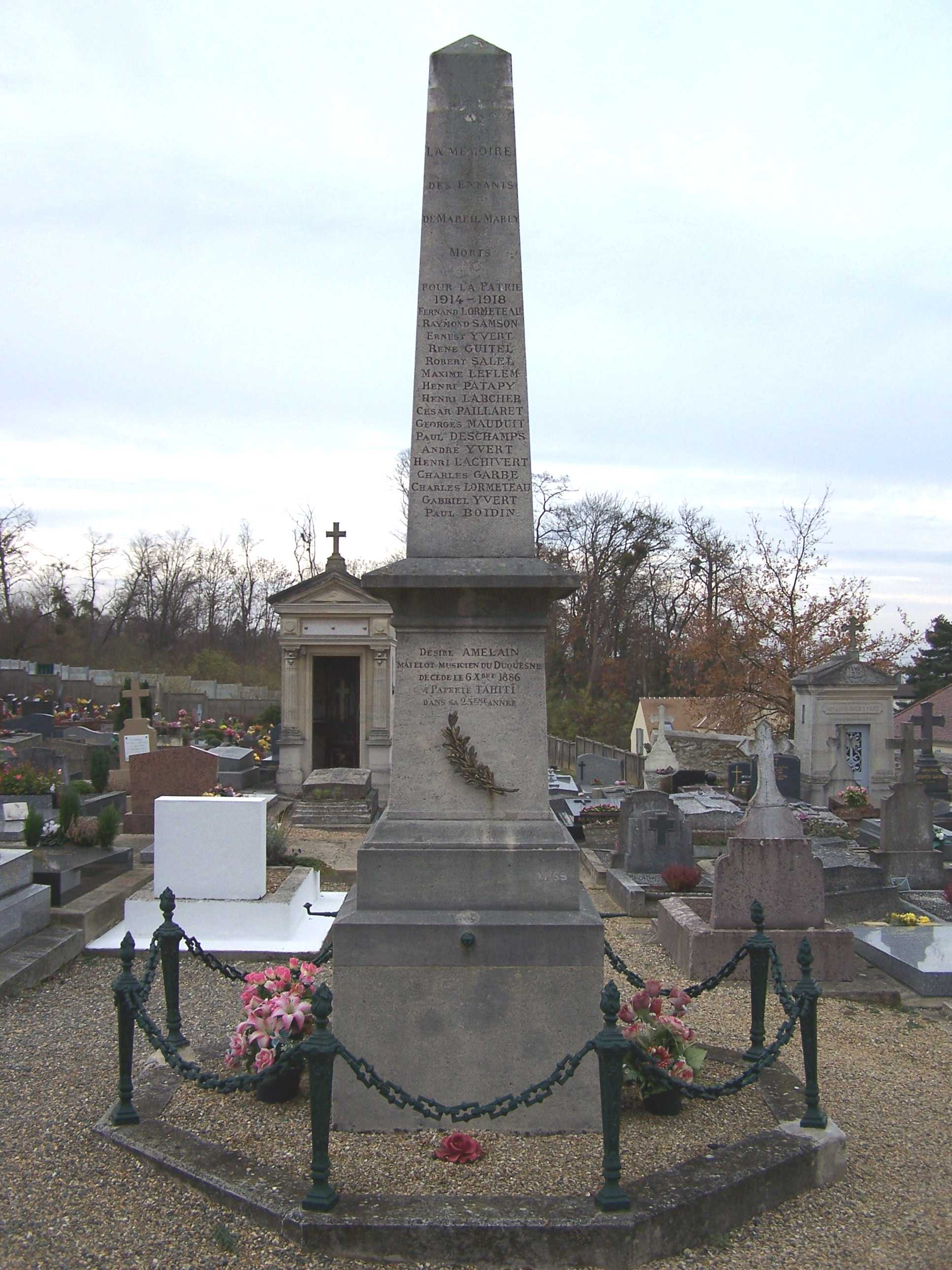
Denkmal für die Kriegsopfer
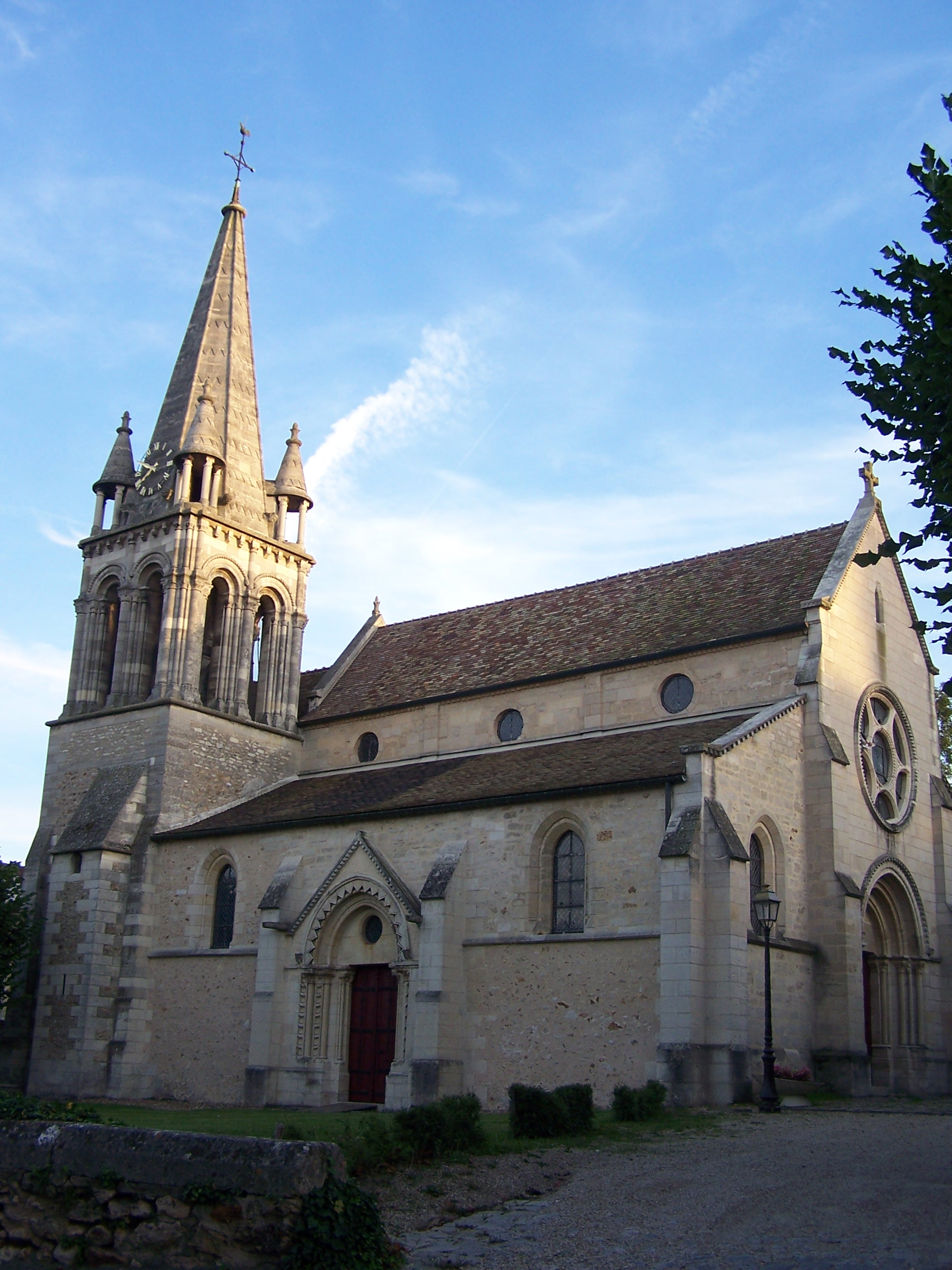
Kirche Saint-Étienne
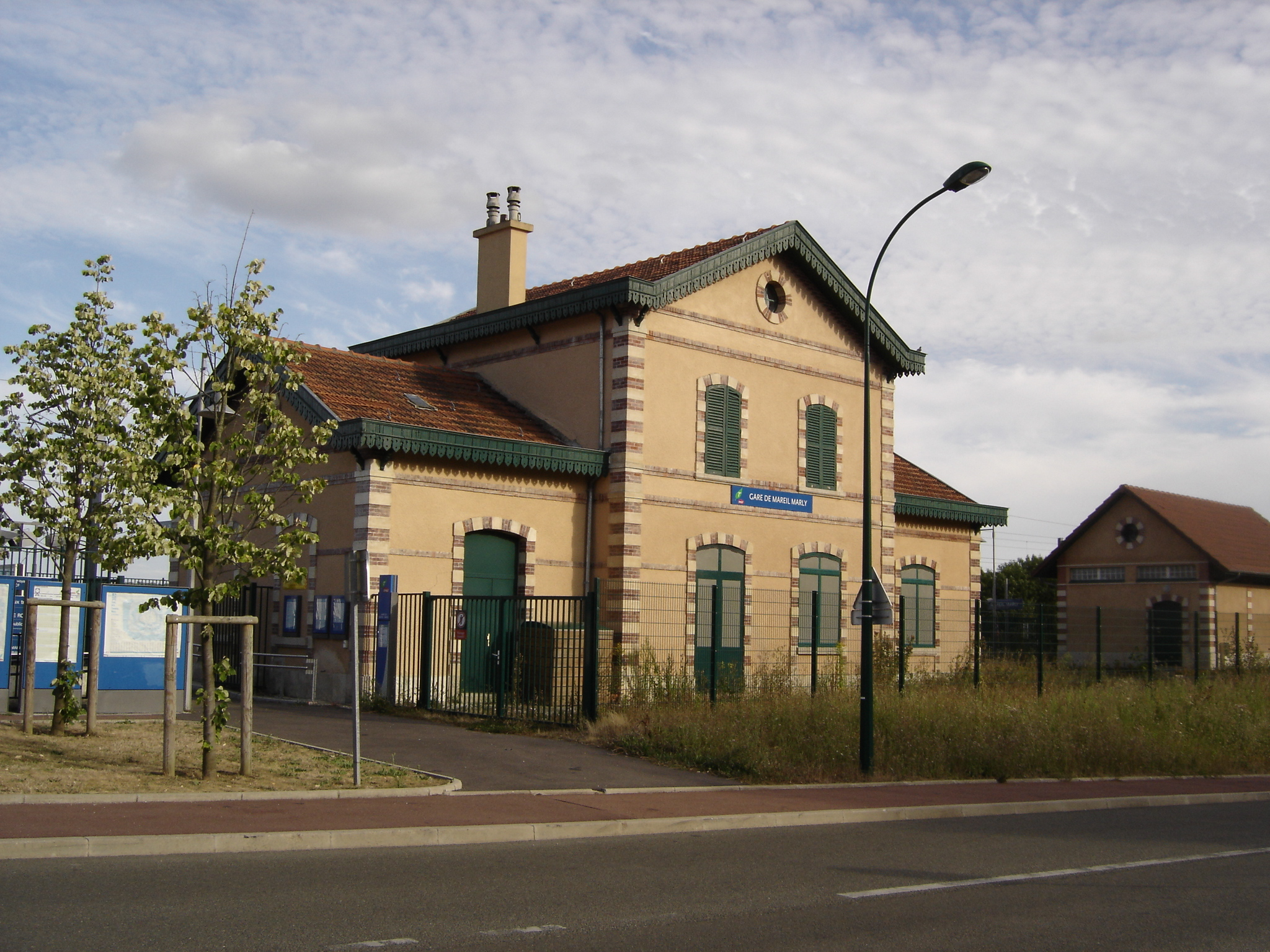
Bahnhof Mareil-Marly